# Liste der Bodendenkmäler in Ohlstadt
Auf dieser Seite sind die Bodendenkmäler in der oberbayerischen Gemeinde Ohlstadt zusammengestellt. Diese Tabelle ist eine Teilliste der Liste der Bodendenkmäler in Bayern. Grundlage ist die Bayerische Denkmalliste, die auf Basis des Bayerischen Denkmalschutzgesetzes vom 1. Oktober 1973 erstmals erstellt wurde und seither durch das Bayerische Landesamt für Denkmalpflege geführt wird. Die folgenden Angaben ersetzen nicht die rechtsverbindliche Auskunft der Denkmalschutzbehörde.

## Bodendenkmäler der Gemeinde Ohlstadt

### Bodendenkmäler in der Gemarkung Ohlstadt
| Lage                | Objekt | Akten-Nr.     | Bild |
| ------------------- | --- | ------------- | ---- |
| Ohlstadt (Standort) | Straße der römischen Kaiserzeit. | D-1-8333-0006 |      |
| Ohlstadt (Standort) | Höhensiedlung der Bronzezeit, der Urnenfelderzeit und der Latènezeit sowie Burgstall des hohen und späten Mittelalters (Schaumburg). Siehe auch: Burgstall Schaumburg (Ohlstadt)              | D-1-8333-0019 |      |
| Ohlstadt (Standort) | Reihengräberfeld des frühen Mittelalters. | D-1-8333-0020 |      |
| Ohlstadt (Standort) | Körpergräber des frühen Mittelalters. | D-1-8333-0021 |      |
| Ohlstadt (Standort) | Untertägige mittelalterliche und frühneuzeitliche Befunde im Bereich der Katholischen Filialkirche St. Georg von Weichs und ihrer Vorgängerbauten. Siehe auch: St. Georg (Weichs)             | D-1-8333-0087 |      |
| Ohlstadt (Standort) | Untertägige frühneuzeitliche Befunde im Bereich der Katholischen Pestkapelle (Fieberkircherl) mit zugehörigem Mesnerhaus und aufgelassenem Pestfriedhof.                                      | D-1-8333-0090 |      |
| Ohlstadt (Standort) | Wetzsteinbrüche des späten Mittelalters und der frühen Neuzeit mit aufgelassenen Gewerbegebäuden. Siehe auch: Liste der Geotope im Landkreis Garmisch-Partenkirchen, Geotop Nr. 180G006.      | D-1-8333-0091 |      |
| Ohlstadt (Standort) | Untertägige mittelalterliche und frühneuzeitliche Befunde im Bereich der Katholischen Pfarrkirche St. Laurentius in Ohlstadt und ihrer Vorgängerbauten. Siehe auch: St. Laurentius (Ohlstadt) | D-1-8333-0094 |      |